# روبیکا
روبیکا یک پیام‌رسان ایرانی است که توسط توسکا، از زیرمجموعه‌های ستاد اجرایی فرمان امام توسعه‌ یافته‌ است.
نسخه اندروید این پلتفرم در مرداد ماه ۱۴۰۰ به‌ دلیل سوءاستفاده از اطلاعات کاربران و ساخت حساب‌های احتمالا جعلی در چندین سرویس از جمله پلی استور حذف شد. سپر دفاعی گوگل‌ پلی نیز در آبان ۱۴۰۱، روبیکا را به عنوان یک جاسوس‌افزار معرفی کرد.

## پیش‌زمینه
در ۲۶ مهر ۱۳۹۶، صدا و سیما از راه یک مناقصه تمامی تبلیغات خدمات ارزش افزوده و شرکت‌های حوزه صنعت پرداخت خود را با رقمی چند صد میلیاردی به شرکتی به نام توسکا داد. در حقیقت این شرکت به واسطه همان مناقصه، پیمانکار تبلیغات سازمان صداوسیما در این حوزه شد. پس از انعقاد قرارداد میان توسکا و صداوسیما، این شرکت، برنامهٔ روبیکا را با نام رسانه اول معرفی کرد و از آغاز روزهای نوروز ۱۳۹۷ مهمترین تبلیغات ویژه‌ی فضای دیجیتال خود را به آن اختصاص داد.
مدیران روبیکا سرمایه‌گذار اصلی این شرکت را همراه اول و ایرانسل اعلام کرده‌اند، این در حالی است که سهامدار اصلی این شرکت،‌ ستاد اجرایی فرمان امام بوده که نهادی است که زیر نظر بیت رهبری فعالیت می‌کند.

## ویژگی‌ها

### خانه
قسمت اصلی اپلیکیشن روبیکا بخش سرویس‌ها (خانه) است که امکاناتی مانند تماشای فیلم سینمایی پویانمایی بدون خرید اشتراک (پخش زنده، مذهبی، ورزشی، منتخب)، کانال‌های پرمخاطب، پشتیبانی، مشاهده‌ی کسب درآمد، فروشگاه پلاس، بازی، رویداد، وبلاگ، کانال‌های خبری، اوقات شرعی، تقویم دارد.

### پیام‌ رسانی
کاربران در این قسمت می‌توانند با اعطای مجوز دسترسی به لیست مخاطبان، برای آن‌ها پیام ارسال کنند. در بخش پیام‌رسان، کاربران فقط می‌توانند به کسانی پیام ارسال کنند که آن‌ها نیز اپلیکیشن روبیکا را نصب کرده باشند. همچنین امکان ایجاد گروه و کانال نیز در بستر روبیکا فراهم شده‌ است. در گذشته اپلیکیشن روبیکا با رایگان بودن ترافیک مصرفی در تمامی بخش‌های برنامه شناخته شده بود که با گذشت زمان این روند تغییر کرده و در حال حاضر اینترنت مصرفی، تنها در بخش پیام‌رسان روبیکا برای ارسال متن، تصویر و پیام صوتی برای کاربرانی که از اینترنت اپراتورهای ایرانسل و همراه اول استفاده می‌کنند رایگان است.

### روبینو
بخش روبینو به‌نوعی شبیه‌سازی اینستاگرام به‌شمار می‌رود. کاربران در روبینو می‌توانند همانند فضای اینستاگرام محتوای تصویری و ویدیویی خود را در قالب پست و استوری به اشتراک بگذارند. دنبال‌کنندگان می‌توانند پست‌ها و استوری‌ها را ببینند و به آنها واکنش داده یا نظری برای پست بنویسند.

### ویترین
بخش ویترین در واقع مشابه با بخش اکسپلور در پلتفرم اینستاگرام است و از طریق آن می‌توان به محتواهای ارسالی و پربازدید کاربران دسترسی پیدا کرد.

### تنظیمات
در بخش تنظیمات می‌توان اطلاعات حساب کاربری مانند بیوگرافی و تغییر نام و پروفایل را مدیریت کرد. همچنین در بخش تنظیمات ظاهری برنامه می‌توان پوسته‌های آن را تغییر داد. تنظیمات حریم خصوصی و امنیت، کنترل والدین، اعلان‌ها و صداها، داده‌ها و ذخیره‌سازی، تنظیم تب پیش‌فرض از بخش‌های تنظیمات روبیکا هستند.

## بازتاب‌ها
به ادعای رضا تقی‌پور، این برنامه از لحاظ محبوبیت و تعداد کاربر بین برنامه‌های ایرانی دارای رتبه‌ی اول است. با این حال، مهدی موحدی، سخنگوی سازمان امور مالیاتی در پاسخ به این سؤال که فعالان در پلتفرم روبیکا هم مشمول مالیات خواهند شد، گفت: «روبیکا پلتفرم جدیدی است و تعداد دنبال‌کننده‌ها در این پلتفرم به ۵۰۰ هزار نفر نمی‌رسد و افرادی که درآمد آنها شناسایی شده در پلتفرم‌های خارجی مانند اینستاگرام فعالیت داشتند».
روزنامه خراسان در نقدی به وجود آزادی بی‌نظارت در روبیکا اعتراض کرد. در دی ماه سال ۱۳۹۸، محمدجواد آذری جهرمی وزیر وقت ارتباطات جمهوری اسلامی ایران خبر از پیوستن خود به روبینو داد و گفت: «از امروز، شخصاً فعالیتم را در سکوی ایرانی روبینو آغاز کردم و امیدوارم جهانی شود.» او در ادامه تأکید کرد: «ظرفیت حضور در سکوهای بین‌المللی را از دست نمی‌دهیم.»
بازیکنان دو تیم استقلال و پرسپولیس مانند سید جلال حسینی، امید عالیشاه، وریا غفوری و مهدی قایدی در جریان شهرآورد ۹۴ تهران، در روبینو صفحات شخصی ایجاد کردند. البته برخی از این بازیکنان بعدها گفتند که در روبینو فعالیتی ندارند و حساب‌های آنها جعلی است.

## تخلفات

### نقض حریم خصوصی
پس از اعلام برخی از بازیکنان پرسپولیس مبنی بر ساخت حساب جعلی به نام آنها در روبینو، معلوم شد که در روبینو حساب‌های جعلی زیادی به نام افراد معروف و غیرمعروف وجود دارند که از روی حساب اینستاگرام آنها برداشته شده‌است. حتی برخی از این حساب‌های جعلی تیک آبی داشتند. این برنامه در پاسخ اعلام کرد که افرادی که به نام آنها حساب جعلی ایجاد شده می‌توانند با تماس به پشتیبانی روبیکا اقدام به حذف حساب جعلی کنند.
در پی این تصمیم برنامه‌ریزی شده مجوز فعالیت این برنامه به دلیل تخلفات گسترده لغو شد. با شکایت شاکیان و گزارش کاربران به گوگل انتشار آن از گوگل پلی از دسترس خارج شد. بعدها و در آبان ۱۴۰۱ این برنامه از سوی گوگل پلی؛ به عنوان بدافزار برای جاسوسی سایبری شناخته و به کاربران آن هشدار امنیتی داده شد. روبیکا در واکنش به این اقدام بیانیه‌ای منتشر کرد و مدعی آمار «۵۰ میلیون نصب فعال»، «۳۵ میلیون کاربر فعال» و «ارسال بیش از ۵۰۰ میلیون پیام یکتا در روز» شد و احتمال وجود «انگیزه‌های سیاسی» در پی این اقدام را اعلام کرد. این برنامه همچنین در توییتی به زبان انگلیسی از گوگل خواست تا برای اثبات بدافزار بودن این برنامه مستنداتی را ارائه کند. وزارت ارتباطات و فناوری اطلاعات نیز در بیانیه‌ای این اقدام گوگل را «سیاسی» خواند و از تشکیل کارگروهی برای بررسی دقیق ادعای گوگل خبر داد.

### گران‌فروشی اینترنت
در پاییز ۱۴۰۲ اعلام شد که تخلف روبیکا در عدم رعایت مصوبات شورای عالی فضای مجازی در مورد تعرفه اینترنت داخلی باعث درآمد غیرقانونی به مبلغ دو هزار میلیارد تومان برای این پلتفرم شده‌است.